# Marcel Rosenbach
Marcel Rosenbach (* 1972 in Koblenz) ist ein deutscher Journalist und Autor.

## Leben
Rosenbach studierte an der Universität Hamburg in den Jahren von 1993 bis 1998 Politische Wissenschaft und Journalismus. Nach seinem Abschluss dort besuchte er in Hamburg die Henri-Nannen-Schule für Journalismus. Er begann bei der Berliner Zeitung journalistisch zu arbeiten und kam 2001 zum Spiegel. Mehrfach war er Mitglied der Jury des Deutschen Fernsehpreises, erstmals 2005.

## Auszeichnungen
- 2013: Journalist des Jahres zusammen mit Holger Stark benannt durch das Medium Magazin.
- 2014: Henri-Nannen-Preis in der Kategorie Beste investigative Leistung zusammen mit Jacob Appelbaum, Jörg Schindler und Holger Stark.

## Veröffentlichungen
- Staatsfeind WikiLeaks: Wie eine Gruppe von Netzaktivisten die mächtigsten Nationen der Welt herausfordert. Deutsche Verlags Anstalt, München 2011, ISBN 978-3-421-04518-8.
- mit Holger Stark: Der NSA-Komplex. Edward Snowden und der Weg in die totale Überwachung. Deutsche Verlags Anstalt, München 2014, ISBN 978-3-421-04658-1.[2]
  - Durchgesehene, aktualisierte und erweiterte Taschenbuchausgabe: Goldmann, München 2015, ISBN 978-3-442-15855-3.